# Syntaxon
In de vegetatiekunde is een syntaxon (meervoud: syntaxa) een vegetatie-eenheid van een willekeurige rang. Dit begrip is analoog aan het  taxon in de biologie. Een syntaxon wordt gekarakteriseerd door een begeleidend taxon, constant taxon, diagnostisch taxon, differentiërend taxon, exclusief taxon, kentaxon en/of preferent taxon.
De basiseenheid van de syntaxonomie is de associatie, die overeenkomt met de soort in de taxonomie. Plantenassociaties worden gegroepeerd in verbonden, vervolgens in ordes en ten slotte in klasses.
Deze classificatie van vegetatie-eenheden is eigen aan de Frans-Zwitserse School in de vegetatiekunde, die ook in Nederland en België de meest gebruikelijke is. In meer algemene zin spreekt men van een plantengemeenschap of fytocoenon. 
De benaming ‘syntaxon’ is afkomstig van het Griekse σύν sún (samen) en het internationale woord taxon (groep), afgeleid van taxonomie en slaat op het samen voorkomen van groepen planten.
Voor de naamgeving van syntaxa, zie syntaxonomie.